# Wasted (Carrie Underwood)
Wasted è il sesto singolo estratto dall'album di debutto Some Hearts della cantante statunitense Carrie Underwood.

## Classifiche
| Classifica (2007)                        | Posizione massima |
| ---------------------------------------- | ----------------- |
| U.S. Billboard Hot Country Songs         | 1                 |
| U.S. Billboard Hot 100                   | 37                |
| U.S. Billboard Pop 100                   | 54                |
| Canadian Radio & Records Country Singles | 1                 |
| Canadian Hot 100                         | 35                |